# Lispoides aequifrons
Lispoides aequifrons är en tvåvingeart som först beskrevs av Stein 1898.  Lispoides aequifrons ingår i släktet Lispoides och familjen husflugor. Inga underarter finns listade i Catalogue of Life.